# Ankylomyrma coronacantha
Ankylomyrma coronacantha är en myrart som beskrevs av Bolton 1973. Ankylomyrma coronacantha ingår i släktet Ankylomyrma och familjen myror. Inga underarter finns listade i Catalogue of Life.

## Bildgalleri

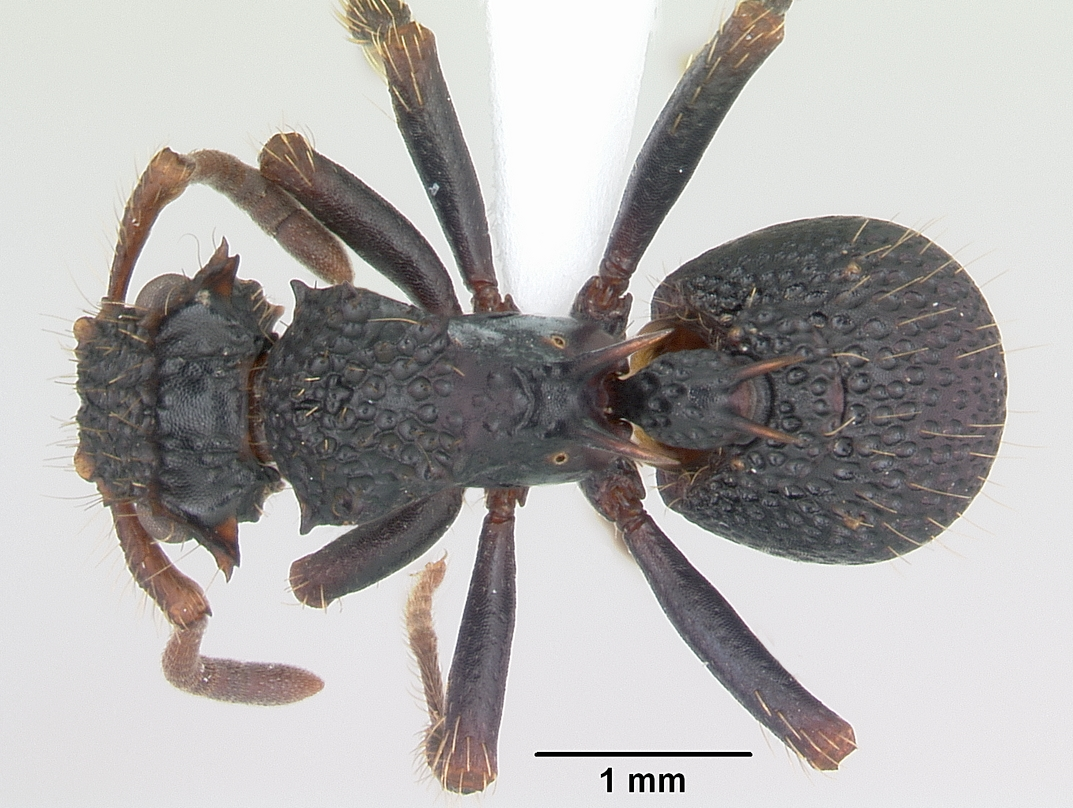
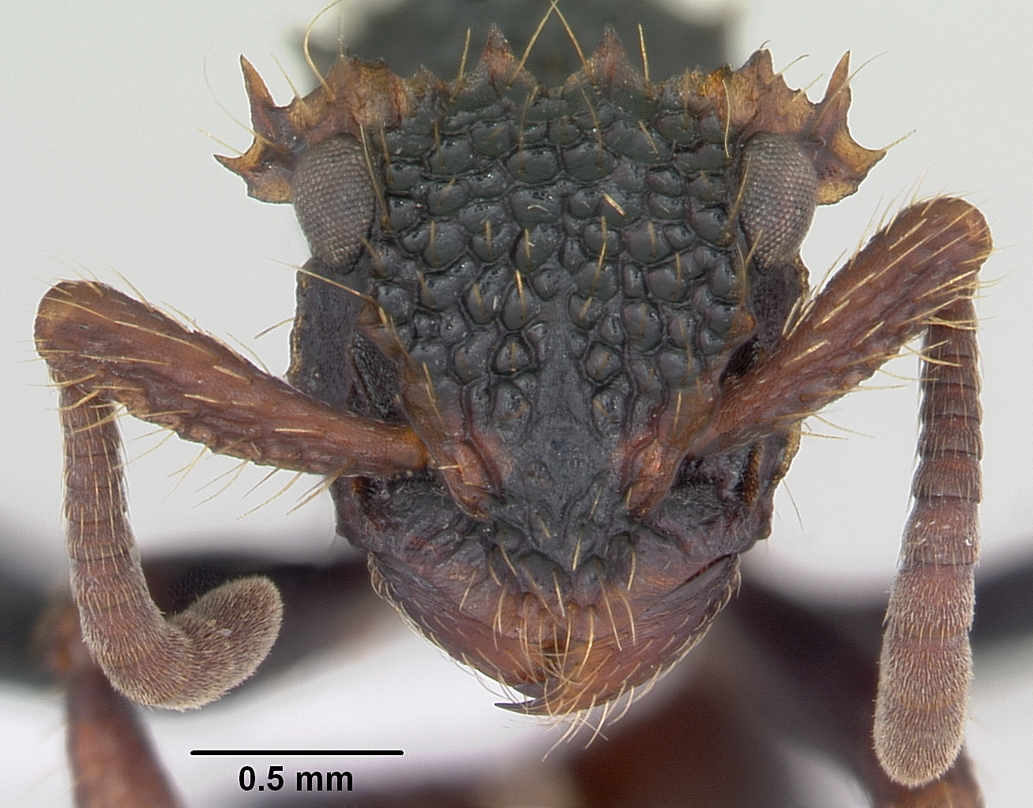
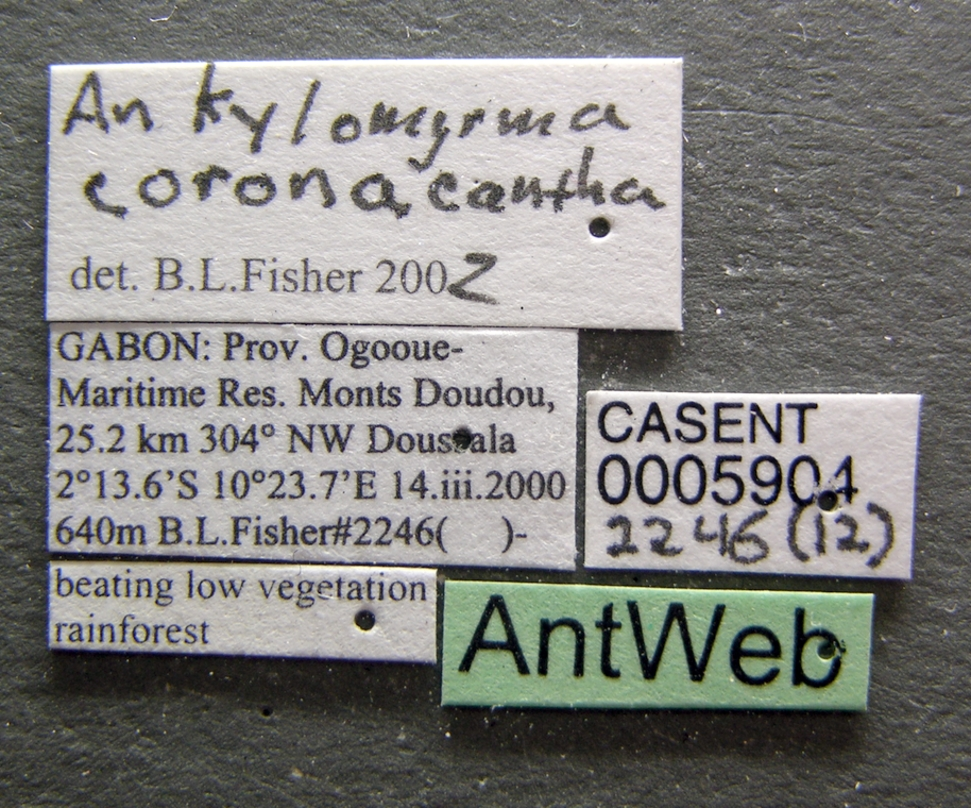
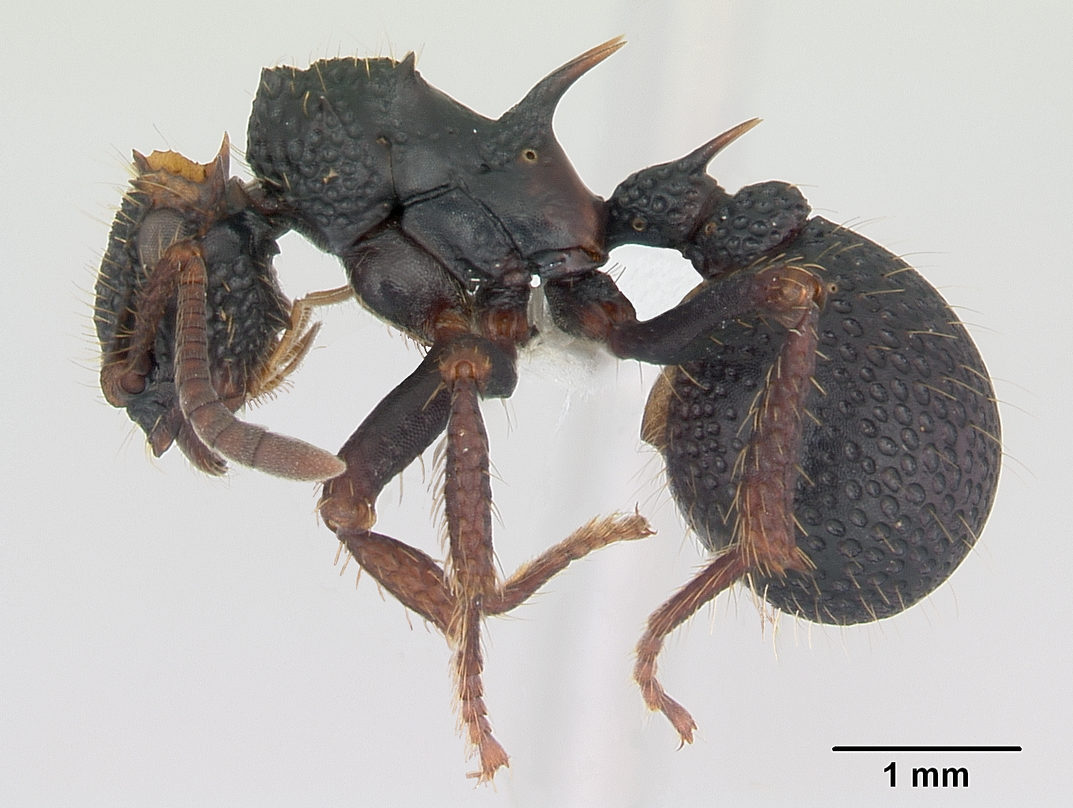
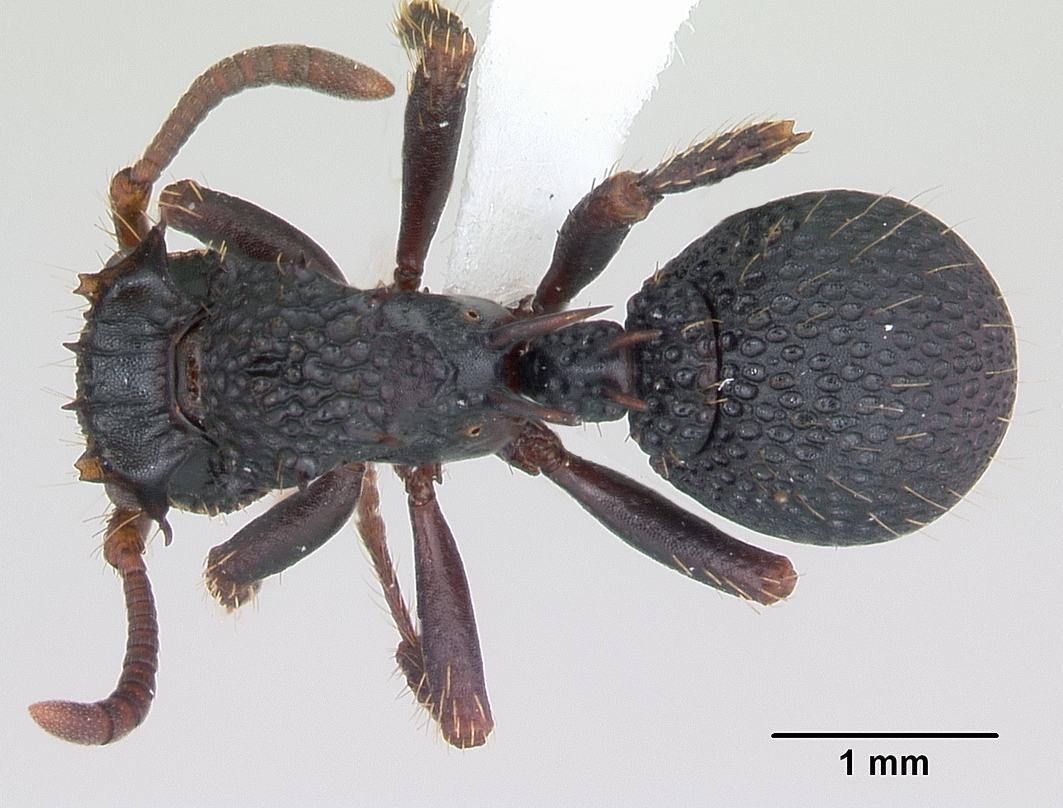
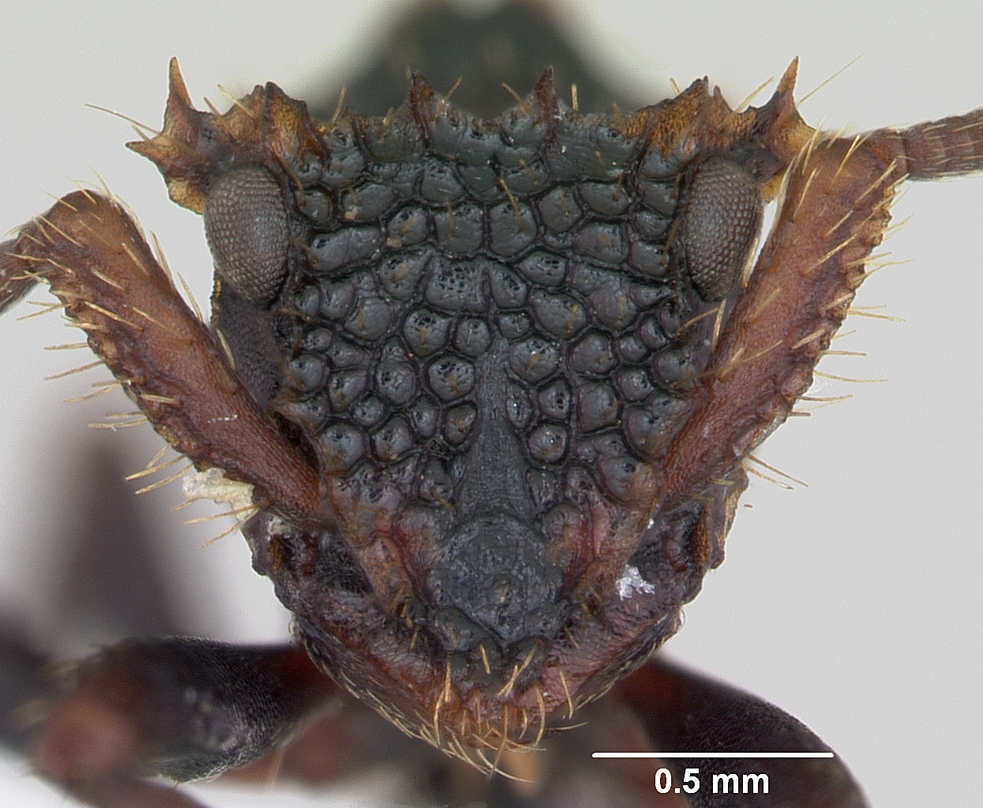